# Dermatol
Dermatol, basiskt vismutgallat, framställs genom att man löser kristalliserat vismutnitrat i ättiksyra och vatten och därefter tillsätter en lösning av gallussyra, varvid preparatet uppstår som en ljusgul, voluminös fällning. Denna tvättas fullständigt och torkas vid 60–70 °C. Pulvret är olösligt i vatten, etanol eller eter, samt är utan smak och lukt. Med natronlut bildar det en först gulbrun och senare, genom luftens inverkan, rödbrun lösning.
Dermatol kan användas som torkande medel vid sårbehandling och invärtes mot diarré, särskilt hos tyfuspatienter.